# Kamień księżycowy (minerał)

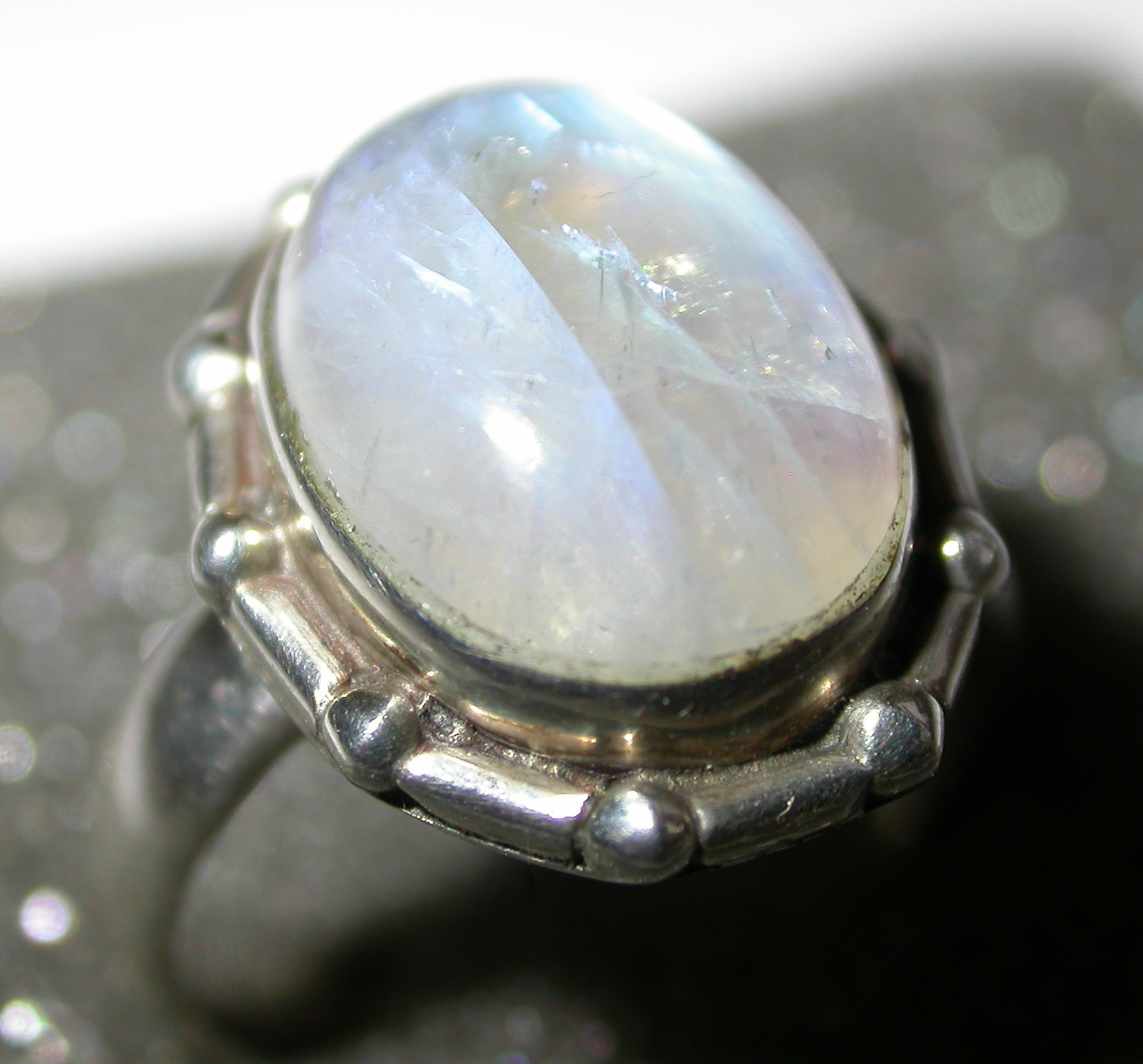
pierścień z oszlifowanym kamieniem księżycowym

Adularowy kamień księżycowy – odmiana ortoklazu. Fazą przeważającą jest adular, a fazą rozproszoną – albit.
Kamienie księżycowe reprezentowane są przez kryształy adularu i ortoklazu (zawierające listewkowate wrostki albitu), odznaczające się srebrzysto-perłową lub srebrzysto-niebiesko-perłową poświatą, przypominającą światło księżyca. Ten rodzaj opalescencji nazywany jest niekiedy adularyzacją.
Część kamieni księżycowych charakteryzuje się subtelną, tęczową grą barw lub migotliwością zwaną schillerescencją.
- Znacznie rzadziej naturę kamieni księżycowych mają też inne skalenie, jak: mikroklin, sanidyn, albit, oligoklaz.
- Niekiedy mianem kamieni księżycowych określane są niektóre odmiany chalcedonu, wykazujące białą, srebrzystobiałą, bądź niebieskawą poświatę lub migotliwość.

## Właściwości
Kamienie charakteryzują się specyficznym zjawiskiem świetlnym zwanym adularyzacją, występującym na wygładzonej, okrągławej powierzchni kamienia w postaci niebiesko połyskującego pasemka, które przesuwa się przy poruszaniu kamieniem.
Niebieski połysk występuje, gdy kamień jest bezbarwny i prawie przezroczysty. Okazy takie uważa się za wyjątkowo cenne.
Najlepszej jakości kamienie księżycowe wydobywa się w Sri Lance i Indiach.
Inne miejsca występowania: Madagaskar, Mjanma, Brazylia, Tanzania, USA, Australia, Rosja.
W Polsce są sporadycznie spotykane w okolicach Jeleniej Góry.

## Zastosowanie
Stosowany w jubilerstwie do zdobienia pierścieni, wisiorków i naszyjników. Stosuje się zawsze szlif kaboszonowy.